# Cláudio Nori Sturm
Cláudio Nori Sturm OFMCap (* 12. Mai 1953 in Ubiretama) ist ein brasilianischer Ordensgeistlicher und römisch-katholischer Bischof von Patos de Minas.

## Leben
Cláudio Nori Sturm trat der Ordensgemeinschaft der Kapuziner bei, legte die Profess am 2. März 1975 ab und der Bischof von Ponta Grossa, Geraldo Claudio Luiz Micheletto Pellanda CP, weihte ihn am 6. Januar 1980 zum Priester.
Papst Benedikt XVI. ernannte ihn am 8. Oktober 2008 zum Bischof von Patos de Minas. Die Bischofsweihe spendete ihm der Erzbischof von Curitiba, Moacyr José Vitti CSS, am 5. Dezember desselben Jahres; Mitkonsekratoren waren Mário Marquez OFMCap, Weihbischof in Vitória, und Sérgio Arthur Braschi, Bischof von Ponta Grossa. Die Amtseinführung im Bistum Patos de Minas fand am 4. Januar des nächsten Jahres statt. Als Wahlspruch wählte er Manete in dilectione mea.